# ツヅミクラゲ
ツヅミクラゲ（鼓水母、鼓海月）は冬から早春に太平洋沿岸で見られるクラゲの一種。
傘径2～5cmで、半球を高くした形をしている。傘のゼラチン質は硬く分厚い。傘の頂点は平たい。身体の中心は紅色で、胃腔の空所は10個の部屋に分割されている。口は中央に開き、円形で唇がない。
一般的なクラゲは傘の縁から触手が伸び、4本の触手が4放射相称を成すが、ツヅミクラゲは傘の途中から触手が伸び、通常5本の触手が5放射相称を成す。なお、個体変異があり、触手が4本や6本の個体も見られ、その場合は4放射相称、6放射相称を成す。
他のクラゲ類の体に付着して成長し、一生プランクトン生活を送る。